# Bisbat de Sasau
La seu titular de Sasau (llatí: Sasabensis) és una diòcesi suprimida i actual seu titular de l'Església Catòlica.

## Història
Sasau fa referència al monestir de Sant Adrià de Sasau, a la vall de Lubierre, al municipi actual de Borau (Osca). D'aquell monestir avui només resta l'església.
Després de la invasió musulmana d'Hispània, la diòcesi d'Osca romangué vacant durant un segle. Al segle x el territori de l'actual Aragó va quedar sota el domini dels reis de Navarra i, des del punt de vista eclesiàstic, depenia de l'Pamplona. Donada l'extensió de la pròpia diòcesi, el 922 el bisbe Galindo de Pamplona consagrà tres nous bisbes, entre els quals subdividí el territori. Un d'aquests bisbes fou Ferriol, qui assumí el nom de "bisbe de Sasau", perquè, en absència d'un centre habitat de certa grandesa i importància, instal·là la seva seu al monestir que portava el nom de "Sasau" a la vall de Borau. Els bisbes assumiren també el nom de "bisbes d'Aragó", en tat que aquesta petita diòcesi era la primera seu episcopal aragonesa.
El 1077 el rei aragonès Sanç Ramírez elevà a Jaca al rang de ciutat i primera capitat del regne, traslladant-hi la seu aragonesa i posant punt final a la diòcesi de Sasau.
Avui Sasau sobreviu com a seu episcopal titular.

## Cronologia episcopal
- Ignazio (Iñigo) ? † (vers 920)
- Ferriol † (vers 922)
- Fortuny † (933 - 947)
- Oriol † (971 - 978)
- Ató † (981)
- Mancio † (1011 ? - 1036)
- García † (1036 - 1057)
- Sanç † (1058 - 1075)
  - Seu traslladada a Jaca

## Bisbes titulars
- Santo Bergamo (15 de desembre de 1969 - 18 de novembre de 1971), nomenat bisbe d'Oppido Mamertina
- Alphonse Gallegos, O.A.R. (24 d'agost de 1981 - 6 d'octubre de 1991)
- Julián Barrio Barrio (31 de desembre de 1992 - 5 de gener de 1996), nomenat arquebisbe de Santiago de Compostel·la
- Juan José Omella Omella (15 de juliol de 1996 - 29 d'octubre de 1999), nombenat bisbe de Barbastre-Montsó
- Giacomo Guido Ottonello (Des del 29 de novembre de 1999)

## Vegis també
- Monestir de Sant Adrià de Sasau
- Bisbat de Jaca